# 里奧·加拉格
小里奥·安东尼·加拉格（1946年7月24日—2022年11月11日），常被省略姓氏称为加拉格，美国喜剧演员，凭借在道具喜剧和观察喜剧中的表演而成为20世纪80年代最知名的喜剧演员之一，其标志性表演为在舞台上用木制大锤砸碎西瓜。在30多年的演艺生涯中，他每年参与100到200场演出，用他称之为“Sledge-O-Matic”的大锤砸碎了大量西瓜。此种表演是为了取笑兜售类似产品的虚假电视广告，这类产品的受欢迎度在70年代末80年代初达到顶峰，后在90年代逐渐衰落。

## 早年生活
加拉格于1946年7月24日出生于北卡罗莱纳州的布拉格堡，家庭具有爱尔兰和克罗地亚血统。加拉格九岁之前一直住在俄亥俄州洛兰，后来举家搬迁至佛罗里达州的南坦帕，加拉格就读于当地的亨利·普兰特高中。1970年，加拉格自南佛罗里达大学毕业，获得化學工程師学位，他亦另有辅修英语文学。

## 职业生涯
大学毕业后，加拉格开始担任喜剧/音乐家吉姆·斯塔福德的旅途管理员。1969年，斯塔福德和加拉格前往加利福尼亚州，期间加拉格尔也产生当演员的意向，经常到访喜剧俱乐部喜剧商店（The Comedy Store）和冰室（The Ice House）磨练自己的喜剧表演。主持人约翰尼·卡森虽然不喜欢道具喜剧，但还是主持了几场《今夜秀》，而加拉格曾出演两次。他于1975年12月5日首次出现在节目中，表演了道具喜剧《The Tonight Show Home Game》，并于1979年5月9日再次演出。后来卡森被客座主持人代替，加拉格继续在节目中多次表演。此外，加拉格尔还曾出现在《迈克·道格拉斯秀》和《梅尔夫·格里芬秀》中以及数次出演花花公子俱乐部的节目。
加拉格参演的第一部喜剧特别节目《An Uncensored Evening》是第一部在有线电视上播出的单口喜剧特别节目。与当时转型为情景喜剧和电影角色的其他单口喜剧当红演员不同，加拉格在很大程度上仍是一名巡回喜剧演员，他曾透露自己“在35年里每年参加200场表演”。据《综艺》杂志报道，他在其职业生涯中参加了超过3,500场现场表演。
加拉格在2003年加州州长罢免选举中以独立人士身份竞选州长，以5,466票在135名候选人中排名第16。

### 喜剧风格
加拉格尔自称“奇怪的巫师（Wizard of Odd）”，以风趣的双关语和经常表演尖锐的观察喜剧而闻名，他的标志性表演是使用木锤“Sledge-O-Matic”来粉碎各种食物和其他物品，其中最出名的是西瓜。他砸碎的东西还包括橙子、干酪、磅蛋糕、豆类、芝士汉堡、牙膏管、视频游戏控制器和葡萄等。这种表演是对Ronco公司为其产品Veg-O-Matic所做的广告的模仿，Veg-O-Matic是一种厨房工具，从1960年代中期到1970年代一直在美国电视上大量宣传。加拉格的观众经常会获分发斗篷，或自行带上雨衣，以防止被碎片弄脏，加拉格则将前排观众席称为“死囚区（Death Row）”。他在节目中还使用了各种其他道具，如一个看起来像沙发的大型蹦床，他通过自己编写笑话，携带多达15箱道具进行巡演。
1999年7月，加拉格在加利福尼亚州[l塞里托斯]]进行了一场表演，这场表演被认为包含对墨西哥裔人士的刻板印象内容。喜剧演员马克·马龙向加拉格询问此次争议性演出，加拉格回答在这次两到三个小时的节目中，只有五个他“从街上听到的”笑话，此后马龙持续追问，加拉格最终于2011年1月退出了马龙的播客WTF。后来加拉格接受有关该事件的采访，指责马龙“总是站在一切事物的对立面”。在随后的几年里，加拉格的表演多次因涉及恐同、具有偏执和种族主义倾向而受到批评。
2012年7月，加拉格接演GEICO保险公司的电视广告，再次使用了他的道具。
加拉格尔在60多岁和70岁出头时患上严重的心脏疾病，但他仍继续巡演，直到2020年因新冠肺炎疫情才被迫停止。

### Sledge-O-Matic

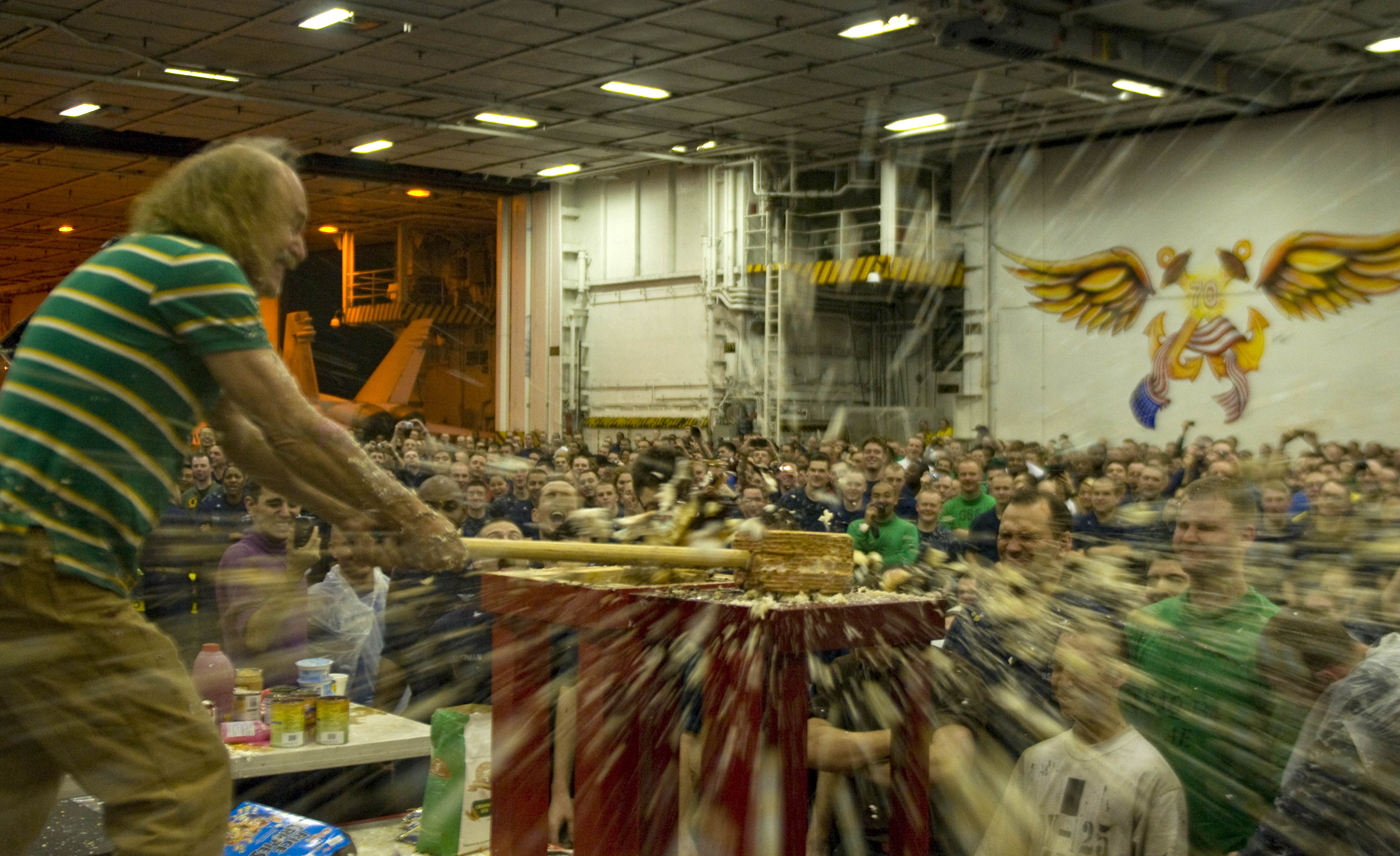
加拉格用Sledge-O-Matic砸碎馅饼

虽然加拉格每次表演的内容都有所不同，但他通常会以使用Sledge-O-Matic砸碎食物来结束表演。
每次使用该道具表演之前，加拉格通常会说出以下开场白：
女士们先生们！今晚我来到这里不只是把你们逗笑，而是为了卖东西给你们，希望你们特别注意！
你们知道令人惊叹的Master Tool公司，也就是Fly-By-Night Industries的子公司，委托给谁了吗？我！给你们看！这将是你们见过的最方便、最漂亮的厨房工具。难道你们不想知道它是如何运作的吗？

好吧，首先您拿出一个普通的苹果。您将苹果放在两个平底锅之间。然后你伸手去拿工具，它不是切片机，不是切丁机，也不是料斗中的切碎机！那这到底是什么呢？它叫Sledge-O-Matic！
之后加拉格尔会拿出一个通常是木头制成的大锤砸向食物，将大块的碎片扔向观众，前几排观众通常会撑开雨伞、穿上雨衣或掀起塑料布以做好准备。粉丝们则以加拉格的名字称此种经历为“Gallagherizing”。

### 观众受伤事件

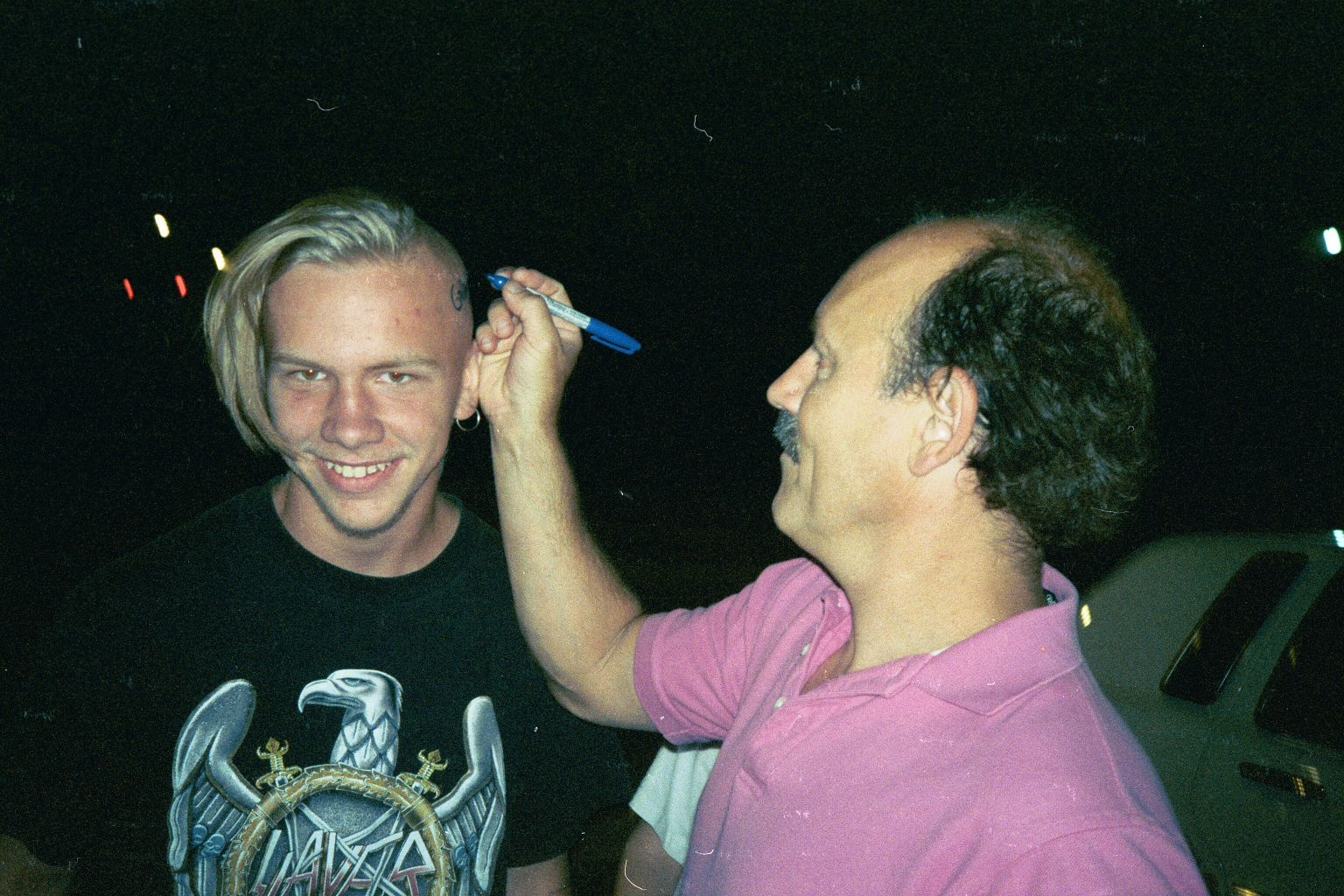
加拉格在一名粉丝的头上签名

由于加拉格的表演具有混乱性质，也曾造成过观众受伤。
1990年9月29日，在加利福尼亚州圣胡安卡皮斯特拉诺的一场演出中，一位女性观众被一个里面装有灭火器的企鹅毛绒玩具击中头部，她后来起诉了加拉格，要求其赔偿13,000美元的医疗费用和20,000美元的误工费，据报道，该女士还要对加拉格处以超过100,000美元的罚款。此案于1993年进入审判，加拉格出庭作证，过程一度十分嘈杂，最终加拉格获胜。有报道调侃称，加拉格在此次审判中获得了与他在一场演出中得到的一样多的笑声。审判长威廉·弗罗伯格后来表示该案件非常具有戏剧性。”
2010年7月8日，在俄勒冈州希尔斯伯勒举行的一场《Washington County Fair》演出中，一名妇女冲上舞台，踩中碎片滑倒而受伤，其后被送往医院。

## 与兄弟的纠纷
1990年代初，加拉格的兄弟罗恩请求加拉格允许他使用Sledge-O-Matic进行表演。加拉格同意了该请求，但因为罗恩长相与自己非常相似，他要求罗恩和其经纪人在宣传材料中澄清表演谢是罗恩·加拉格。罗恩的表演场地通常比里奥的小。几年后，罗恩开始以Gallagher Too和Gallagher Two的身份进行表演宣传，导致在某些情况下观众将他与里奥弄混。
里奥最初仅仅要求罗恩不要再使用 Sledge-O-Matic，但罗恩仍继续以Gallagher Too的身份并携带Sledge-O-Matic进行巡演。 2000年8月，里奥起诉罗恩侵犯了他的商标权以及进行虚假宣传。最终里奥胜诉，法院禁止罗恩在小型俱乐部和其他场所冒充里奥以及刻意模仿里奥的表演方式。

## 评价及影响
2004年，喜剧中心将加拉格评为有史以来第100位最佳单口喜剧演员，加拉格认为这个排名太低而感到不满，在接受俄勒冈人报采访时表示：“我看了排名中的其他人，试图找到任何我听说过的人。我怎么可能落后于我从未听说过的人呢？……我在Showtime总共做了13个节目，每个一小时，这些节目都可通过录像带观看。有线电视上的个人秀也是我发明的。”
在2022年上映的电影《怪人：阿尔·杨科维克的故事》中，由保罗·F·汤普金斯饰演加拉格。
加拉格的经纪人于2022年11月11日公布加拉格去世，并表示虽然有人批评加拉格，但“他是一位不可否认的天才，也是美国的成功人士”。

## 科学研究
1980年代，罗马琳达大学的研究人员利用加拉格的喜剧来研究笑声对身体的影响。研究人员组织十名医学生观看加拉格的动作，并采集他们的血液样本，观察到受试者的白细胞有所增加。科学家表示，笑似乎能够增强他们的免疫系统。

## 个人生活
加拉格称他几乎所有的财产都损失在了股票市场，并开玩笑说自己“破产了”。然而，他的长期经纪人认为该说法有夸张成分。
2011年3月10日，在明尼苏达州罗彻斯特的一场演出中，加拉格突然捂住胸口倒在舞台上，被送往圣玛丽医院，医院确定他患有轻微的心脏病。
2012年3月14日，加拉格在德克萨斯州刘易斯维尔准备进行演出时，胸部开始感到剧烈疼痛。经纪人表示他患有“轻度到严重”的心脏疾病，其后将他送进医院，医生对其实行人工昏迷，并尝试确定病因。2012年3月18日，医生更换了加拉格的两个冠状动脉支架，并令其脱离昏迷状态，加拉格很快康复并开始与家人交谈。经纪人克里斯汀·谢勒表示，他已经可以自己呼吸、活动和讲笑话。
加拉格尔于2022年11月11日在加利福尼亚州棕榈沙漠家中的安寧病房内去世，死因是之前多次心脏病发作导致的器官衰竭，享年76岁。

## 作品

### 喜剧特别节目
- 《An Uncensored Evening》(1980)
- 《Cosmos》 (1980)
- 《Mad as Hell》(1981)
- 《Two Real》(1981)
- 《Totally New》(1982)
- 《That's Stupid》(1982)
- 《Stuck in the Sixties》(1983)
- 《The Maddest》(1983)
- 《Melon Crazy》(1984)
- 《Over Your Head》(1984)
- 《The Bookkeeper》(1985)
- 《The Messiest》(1986)，包括之前的特别剪辑片段
- 《Overboard》(1987)
- 《We Need a Hero》(1992)
- 《Smashing Cheeseheads》(1997)
- 《Messin' Up Texas》(1998)
- 《Sledge-O-Matic.com》(2000)
- 《Tropic of Gallagher》(2007)[38]
- 《Gotham Comedy Live》(2014)，于10月9日在切尔西的Gotham俱乐部参与《Gallagher》一集的录制[24]

### 演出
- 《Record City》(1978)[39]
- 《The Smothers Brothers Comedy Hour》(1988年电视剧)，出演一集[40]
- 《Nontourage》(2010年短片)
- 《The Book of Daniel》(2013年电影)[41]

### 其他
- 《Match Game-Hollywood Squares Hour》(1983），客串
- 《Tosh.O》(2010)
- 《The Eric Andre Show》(2013)
- 《Celebrity Big Brother 2》(2019)，客串，在剧中使用Sledge-O-Matic